# Alessandro Ballico
Alessandro Ballico (Milano, 14 ottobre 1971) è un doppiatore italiano.

## Doppiaggio

### Film
- Mahershala Ali in Hunger Games - Il canto della rivolta - Parte 1, Hunger Games - Il canto della rivolta - Parte 2, Il diritto di contare
- Daniel Cudmore in The Twilight Saga: New Moon, The Twilight Saga: Eclipse, The Twilight Saga: Breaking Dawn - Parte 1, The Twilight Saga: Breaking Dawn - Parte 2
- Michael-Leon Wooley in Ghost Town, Senza freni
- Michael Boatman in Ricomincio da me
- Dennis Haysbert in Anime gemelle
- John Carroll Lynch in Miracoli dal cielo
- Omar J. Dorsey in The Blind Side, Scuola per canaglie
- Nonso Anozie in Pan - Viaggio sull'isola che non c'è,Tata Matilda e il grande botto
- Gbenga Akinnagbe in All the devil's men-Squadra speciale
- Tracy Morgan in Ragazze da sballo
- Maksim Vitorgan in Möbius
- Marcello Thedford in Impiegato del mese
- Olatunde Osunsanmi in Il quarto tipo
- William Francis McGuire in The Day After Tomorrow - L'alba del giorno dopo
- E. Roger Mitchell in La regola del gioco
- Kevin O'Grady in Mister Bugia
- Tyrese Gibson in Un poliziotto ancora in prova
- Edward Shkolnikov in I padroni della notte
- Stephen R. Hart in Max Payne
- Randy Couture in Il Re Scorpione 2 - Il destino di un guerriero
- Columbus Short in The Losers, Whiteout - Incubo bianco, Stepping 2 - La strada del successo
- Common in Now You See Me - I maghi del crimine, Pawn - Fai la tua mossa
- RZA in Awol-72-il disertore
- David Ajala in Jupiter - Il destino dell'universo
- Naheem Garcia in La notte del giudizio - Election Year
- Bokeem Woodbine in Spider-Man: Homecoming, All'ombra della luna
- Ron Cephas Jones in Venom
- DeObia Oparei in Death Race 2, Independence Day: Rigenerazione
- David Greenman in About Last Night
- Peter Mensah in 300[1]
- Jason Steffan in Big Game - Caccia al Presidente
- Gregory Alan Williams in Terminator Genisys
- Jaye Razor in Come ammazzare il capo 2
- Lance Reddick in Jonah Hex
- Drew Powell in Straw Dogs
- Tawanda Manyimo in Shark - Il primo squalo
- Gouchy Boy in Brick Mansions
- Aaron Jennings in Comic Movie
- Kevin Durand in Smokin' Aces
- Mark Kempner in Criminal
- Gary Grubbs in Sabotage
- Sherif El Tayeb in Red 2
- Jerome Gallman in Split
- Richard Carter in Il grande Gatsby
- Jason Statham in Collateral
- Daniel Adegboyega in Tom & Jerry[2]
- Michael Beasley in Reptile

### Film d'animazione
- Hulk in Ultimate Avengers, Ultimate Avengers 2
- T'Chaka in Ultimate Avengers 2
- Capitano Rex in Star Wars: The Clone Wars
- Larve in Buzz Lightyear da Comando Stellare - Si parte!
- Padre di James in L'era glaciale 2 - Il disgelo
- Seymour in Happy Feet, Happy Feet 2
- Arlecchino in Bentornato Pinocchio[3]
- Toro ne Nel paese delle creature selvagge[4]
- Beaver in Fantastic Mr. Fox[5]
- M. Bison in Ralph Spaccatutto
- Thabo in Khumba
- Allan in Le avventure di Tintin - Il segreto dell'Unicorno
- Jacques in Alla ricerca di Dory
- Rinoceronte ne Il libro della giungla[6]
- Guardia di sicurezza in Coco
- William in Zanna Bianca
- Primo Ministro in Agenzia Segreta Controllo Magia
- Generale dei Kong in Super Mario Bros. - Il film

### Serie animate
- Esercito dei Cloni e Capitano Rex in Star Wars: The Clone Wars, Star Wars Rebels, Star Wars: The Bad Batch
- Agente Smitty (ep. 1x06), Sal (Quarto film), LRRR (st. 8+), Agente URL (st. 8+), Borax Kid (ep. 8x03) e La Spalmatrice (ep. 8x05) in Futurama[7]
- Mariscal Zorn in Sendokai Champions
- Kang e Kodos (3ª e 2ª voce) ne I Simpson
- Preside Lewis in American Dad!
- Scannacchiappolo in South Park (episodio 1x03)
- Bleylock in Galactik Football
- Lord Terror in Wander
- Tublat in La leggenda di Tarzan
- Randy Robertson in The Spectacular Spider-Man
- Visione in Avengers - I più potenti eroi della Terra
- Ronan l'accusatore in Hulk e gli agenti S.M.A.S.H.
- Linxy in Spike Team
- Buff Frog in Marco e Star contro le forze del male
- Capitano e Yohei Bando in Kengan Ashura
- Uncino in Rapunzel - La serie
- Uno dei Bulldog in Baby Felix & friends[8]
- Rangzatz in Übel Blatt
- Re Periandro e Poseidone in Blood of Zeus
- Zeus in Record of Ragnarok
- Future Worm in Verme del futuro
- Leopold il Terribile in La leggenda dei tre caballeros
- Big Donovan in Il vostro amichevole Spider-Man di quartiere
- Martin Chatterley in Kiff
- Yoshioka Denshichiro in Onimusha
- Prigioniero, Lee Sung-Gu e Lee Geonguk in Solo Leveling
- Lucas Bishop / Alfiere in X-Men '97

### Serie televisive
- Page Kennedy e NaShawn Kearse in Desperate Housewives
- Titus Welliver in Lost
- Gary Udson in Smallville
- Geff Francis in Ashes to Ashes
- Victor Williams in NYC 22
- Henry Simmons in Agents of S.H.I.E.L.D.
- Lwanda Jawar in Sense8
- Daran Norris in Big Time Rush
- Stephen R. Hart in Shadowhunters
- Javier Grajeda in V.I.P.
- Ian Beattie in Il Trono di Spade
- Adrian Holmes in Arrow
- Dieter Riesle in Royal Pains
- Michael Boatman in The Good Wife
- Roger Cross in The Strain e The L Word
- Michael-Leon Wooley in AJ and the Queen
- Dean Julian in Kirby Buckets
- Mahershala Ali in Luke Cage
- Donovan W. Carter in Ballers
- Miguel Mota in Grand Hotel - Intrighi e passioni
- Robbie Gee in The Frankenstein Chronicles
- Roberto García Ruiz in La casa di carta
- Jonathan Adams in L'uomo di casa
- Omid Abtahi in NCIS - Unità anticrimine (ep. 6x25)
- DeObia Oparei in Loki
- Damani Varnado in Only Murders in the Building
- Ty Barnett in Gen V
- Robert Wisdom in The Wire (ep. 2x09)
- Eriq Ebouaney in The Walking Dead: Daryl Dixon
- Gary Beadle in Come uccidono le brave ragazze

### Videogiochi
- Dottor Joshua Dolce in Atlantis: L'impero perduto[9] (2001)
- Lanterna Verde/John Stewart in Justice League Heroes[10] (2006)
- Amministratore in G-Force - Superspie in missione[11] (2009)
- Cloni e Hulkbuster in Disney Infinity 3.0 (2015)[12]
- Esercito dei Cloni in Star Wars: Jedi Fallen Order (2019)